# Тула-Буга
Тулабуга, хан Телебуга (тат. Telə Buğa, Телә Буга; пом. 1291) — хан Золотої Орди з 1287 до 1291 року.

## Життєпис
Походив з роду Чингізидів. Син Тарту (Тарбу), правнук хана Бату. Після смерті свого дядька хана Менгу-Тимура вважав себе головним претендентом на владу в Золотій Орді, однак Ногай, з огляду на невеликий тоді авторитет Тулабуги серед знаті Золотої Орди, вмовив його згодитися на обрання ханом Туда-Менгу. 
Брав участь в походах на Угорщину (1285) та на Польщу (1287—1288) разом з ханом Туда-Менгу. У цих кампаніях монголів були змушені брати участь (як ординські васали) руські князі з Галицько-Волинського дому: Лев Данилович, Мстислав Данилович, Володимир Василькович та Юрій Львович, а також неназвані на ім’я князі з Південної Русі по обох берегах Дніпра. Похід на Угорщину через неузгодженість дій із загонами Ногая обернувся для війська Тулабуги катастрофою: воно заблукало в зимових Карпатах і втратило через голод і хвороби багато воїнів. Під час походу на Польщу Тулабуга спустошив околиці Володимира, а на зворотному шляху 2 тижні тримав в облозі Львів. За підрахунками князя Лева Даниловича внаслідок татарських спустошень часів Тулабуги загинуло понад 25 000 мирних жителів Галицько-Волинської держави.
Під час західних кампаній Тулабуга підготував змову проти свого сюзерена, Туда-Менгу, скинув його й сам став ханом. Проте вплив на державні справи беклярбека Ногая не зменшився. З 1287 року між ханом та Ногаєм точилась таємна боротьба за повну владу. У 1288 році здійснив разом з Ногаєм похід проти князівств Рязанського та Муромського. Цього ж року армія Золотої Орди вторгнулась до Кавказу, але війська Хулагуїдів дали їй відсіч.
У 1290 році золотоординське військо напало на племена адигів. Утім, під час походу Ногай залишив хана, тому Тула-Буга зазнав невдачі. Також Туга-Буга зазнав поразки під час війни з Ільханами на Кавказі у 1290 році. Все це підірвало авторитет хана. Тому Ногаю вдалося скинути Тула-Бугу й поставити новим ханом його брата Токту.